# بهرام سیر
بهرام سیر (۱۳۰۴–۱۳۸۷) خواننده ایرانی بود.

## زندگی
بهرام سیر در سال ۱۳۰۴ در شهر رشت متولد شد. در چهار سالگی همراه پدر و مادرش به تهران نقل مکان کرد. پدرش کارمند دولت بود بنا به دستور دولت و مأموریت اداری از این تاریخ به بعد مقیم تهران گردید. بهرام تحصیلات ابتدایی و متوسطه را در مدارس عسجدی و قریب و اقدسیه به پایان رسانید و در حدود شانزده سالگی بود که متوجه گردید از صدایی خوب و خوش برخوردار می‌باشد زیرا به دیدن فیلم‌های موزیکال که می‌رفت پیش خود آهنگ‌های آن فیلم را زمزمه می‌کرد و همین زمزمه‌ها رفته رفته پس از تمرین‌های مکرر، مبدل به صدایی رسا و خوش گردید. شبی بهرام سیر در مجلسی دوستانه و فامیلی بنا به درخواست یکی از اعضاء فامیل خواند که شخص هنرمندی به نام حسینی که یکی از استادان عالی موسیقی بود از وی دعوت کرد که برای تعلیم و فراگیری موسیقی علمی به هنرستان به طور خصوصی نزد وی برودو بهرام هم این دعوت را می‌پذیرد و پس از ثبت نام، چند سالی به طور مستمع آزاد در هنرستان عالی موسیقی نزد این استاد، به فراگیری سلفژ می‌پردازد. پس از چندی که آقای حسینی به خارج مسافرت می‌کند. بنا به دعوت ابوالقاسم امیری که سرپرستی ارکستر مخصوص برنامه شیر و خورشید سرخ را داشت مدت چهار سال هر هفته از ساعت ۱۰ تا ۱۰٫۳۰ به طور افتخاری شرکت کرد که وی در این مدت تجربه‌های فروانی می‌اندوزد و در آینده از آن بهره‌های شایانی می‌برد و خودش به نیکی فراوان از  امیری و زحماتی که او برای پیشبرد هنر آواز وی متحمل شده یاد می‌کند و سپاس‌گزار است.
بهرام سیر، همچنین در رادیو با استادان و هنرمندان دیگری چون آقایان: مهدی خالدی، علی تجویدی، عباس شاپوری، همایون خرم، شاپور نیاکان، میثاقیان، هوشنگ شهابی، شاهوردی و عبداله زاده نیز همکاری داشته و از همکاری با آنان قدران و سپاس‌گزار بوده است.
اوج شکوفایی بهرام سیر از زمانی آغاز شد ، که آهنگ‌های جاوید و به یاد ماندنی این هنرمندان که حاصل همکاری آنان با وی می‌باشد و از جمله: «ابر گریان» از مهدی خالدی (شعر از میرناصر شریف)، «سوز ساز» از علی تجویدی، «صحرا» از مهندس همایون خرم، «می‌روی چرا» از شاپور نیاکان، «ترانه به خدا بیا بیا» از عباس شاپوری، «بگو گناهم» از عبداله زاده «همای امید» از امیری، «افسانه» از شاهوردی و بنا به نظریه عده زیادی از دوستداران موسیقی ترانه زیبای «دریا» که شعر و ترانه آن از هوشنگ شهابی است و یکی از بهترین و خاطره انگیزترین کارهای بهرام سیر است.
بهرام سیر در دوران فعالیت هنری خود حدود ۶۵ آهنگ خواند که بسیاری از آن‌ها در موسیقی ایرانی، جا و مکانی دارند و به یادگار مانده‌اند و هر وقت که هر شنونده یی آن‌ها را بشنود هیچگاه خاطره اش از ذهن او بیرون نخواهد رفت و علتش ان بود که صدای سیر سبکی نو وخاص خودش را داشت و هیچ مشابه یا تقلیدی که خودش از دیگری بکند نداشت و با لرزش و سبک خاصی که داشت توانست از آهنگ‌های زیبایی که اهنگسازان هنرمند برای وی ساختند، بهره کافی ببرد و این آثار را از خود به جای گذارد
وی سرانجام در ۱ آذر ۱۳۸۷ در منزل شخصی خود در شهرک اکباتان درگذشت.